# Mahmud Tarzi
Mahmud Tarzi (en pastún: محمود طرزۍ‎, en persa: محمود بیگ طرزی‎, Ghazni, 23 de agosto de 1865 - Estanbul, 22 de noviembre de 1933) fue un político e intelectual afgano. Es conocido como el padre del periodismo afgano. Se convirtió en una figura clave en la historia de Afganistán, siguiendo el ejemplo de Mustafa Kemal Atatürk en Turquía, trabajando por la modernización y la secularización, y oponiéndose firmemente al extremismo religioso y al oscurantismo. Tarzi emuló a la coalición de los Jóvenes Turcos.

## Biografía
Tarzi nació el 23 de agosto de 1865 en Ghazni, Afganistán. De etnia pastún, su padre fue Ghulam Muhammad Tarzi, líder de la casa real Mohammadzai de Kandahar y poeta. Su madre, Sultanat Begum pertenecía a la tribu popalzai, y fue la cuarta esposa de su padre. En 1881, poco después de que el Emir Abdur Rahman Khan llegara al poder, el padre de Mahmud y el resto de la familia Tarzi fueron expulsados de Afganistán. Primero viajaron a Karachi, Sind, donde vivieron desde enero de 1882 hasta marzo de 1885, luego se trasladaron al Imperio otomano.
Tarzi comenzó a explorar Oriente Medio. Hizo una peregrinación a La Meca, visitó París y recorrió el Mediterráneo oriental. También se encontró con Jamal al-Din al-Afghani en Constantinopla. En un segundo viaje a Damasco, Siria, en 1891, Tarzi se casó con la hija de Saleh Al-Mossadiah, un muecín de la mezquita omeya. Se convirtió en su segunda esposa (la primera, fue una afgana que murió en Damasco). Tarzi permaneció en Turquía hasta los 35 años, donde aprendió con fluidez varios idiomas, incluido su idioma nativo el pastún, así como darí, turco, francés, árabe y urdu.
Un año después de la muerte de Abdur Rahman Khan en 1901, Habibulá Khan  invitó a la familia Tarzi a regresar a Afganistán. Tarzi recibió un puesto en el gobierno. Allí empezó a introducir ideas occidentales en Afganistán. La hija de Tarzi, Soraya Tarzi, se casó con el rey Amanulá Khan y se convirtió en reina de Afganistán.

## Periodismo y poesía
Uno de los primeros trabajos de Tarzi fue el "Relato de un viaje" (Sayahat-Namah-e Manzum), que se publicó en Lahore, India británica (ahora Pakistán). Sin embargo, el trabajo más influyente de Tarzi, y la base del periodismo en Afganistán, fue la publicación de Seraj-al-Akhbar. Este periódico se publicó quincenalmente desde octubre de 1911 hasta enero de 1919. Desempeñó un papel importante en el desarrollo de un movimiento modernista afgano, sirviendo como foro para un pequeño e ilustrado grupo de jóvenes afganos, que proporcionaron la justificación ética y los principios básicos del nacionalismo y el modernismo afganos bajo los mismos principios del primer partido político, el Partido de la Juventud Afgana, ideológicamente laico, monárquico y nacionalista estatal con una dirección política de centro-derecha, en oposición al posterior Partido Constitucional, un segundo partido político cuya ideología es liberal, democrática, reformista, progresista y de orientación monárquica constitucional, y una dirección nacionalista de izquierda que mantiene un fuerte estado secular anticlerical y una política centrista. Tarzi también publicó Seraj-al-Atfal (La lámpara de los niños), la primera publicación afgana dirigida a un público juvenil.

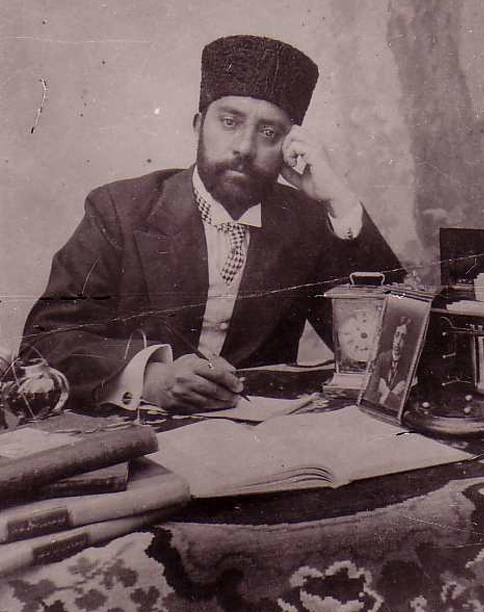
Mahmud Tarzi como secretario jefe del periódico persa Seraj al Akhbar

Tarzi fue el primero que introdujo la novela en Afganistán y tradujo muchas novelas inglesas y francesas al persa. También contribuyó en la edición, traducción y modernización de la prensa afgana. Tradujo al persa muchas obras importantes de autores europeos, como La vuelta al mundo en ochenta días, Veinte mil leguas de viaje submarino, La isla misteriosa, Derecho Internacional (del turco) y la Historia de la guerra ruso-japonesa. Cuando vivió en Turquía y Siria, se sumergió en la lectura y la investigación, utilizando fuentes literarias y científicas occidentales. En Damasco, Tarzi escribió El jardín del aprendizaje, que contiene artículos selectos sobre cuestiones literarias, artísticas, de viajes y científicas. Otro libro titulado El jardín del conocimiento (publicado posteriormente en Kabul), concluye con un artículo "Mi amado país, Afganistán", en el que les dice a sus compatriotas afganos cuánto añora su tierra natal y recuerda con nostalgia la virtudes de su clima, montañas y desiertos. En 1914 se publicó su novela Viaje a través de tres continentes en veintinueve días. En el prefacio, hace un comentario acertado sobre los viajes y la historia:

Aunque la edad tiene sus límites normales, puede ampliarse con dos cosas: el estudio de la historia y los viajes. Leer historia amplía la percepción de la creación del mundo, mientras que viajar amplía el campo de visión.

Mahmud Tarzi y su segunda esposa, Asma Rasmya Khanum

## Política
Al igual que la mayoría de los líderes afganos, Tarzi era un nacionalista afgano que ocupó muchos cargos gubernamentales en su vida. Era un individuo reformista entre los miembros de su extensa familia que gobernó Afganistán a principios del siglo XX, y no muy diferente de su padre, Sardar Ghulam Muhammad Khan Tarzi. Después de que el rey Amanulá ascendió al trono, Tarzi se convirtió en ministro de Relaciones Exteriores de Afganistán en 1919. Poco después, comenzó la tercera guerra anglo-afgana. Tras la independencia nacional de los británicos en 1919, Tarzi estableció embajadas afganas en Londres, París y otras capitales del mundo. Tarzi también desempeñaría un papel importante en la declaración de independencia de Afganistán. De 1922 a 1924, se desempeñó como embajador en París, Francia. Luego fue nuevamente nombrado ministro de Relaciones Exteriores de 1924 a 1927. A lo largo de su mandato en Afganistán, Tarzi fue un alto funcionario gubernamental durante los reinados del rey Habibullah y su hijo, el rey Amanulá Khan.

### Independencia de Afganistán en 1919
El trabajo de Tarzi fue fundamental para el éxito del movimiento constitucionalista afgano llamado Mashroota Khwah. Su liderazgo ayudó a revivir el primer movimiento y a llevar a cabo reformas democráticas en el país. El éxito del segundo movimiento constitucionalista condujo al renacimiento del primer movimiento, que había sido reprimido por el gobierno.

### Conferencias de Paz en Afganistán
Durante la tercera guerra anglo-afgana en 1919, cuando Tarzi se desempeñó como ministro de Relaciones Exteriores, la India Británica bombardeó Kabul y Jalalabad. Más de una tonelada de municiones golpeó a Jalalabad en un solo día. Tarzi fue nombrado jefe de la delegación afgana en las conferencias de paz de Mussoorie en 1920 y Kabul en 1921. Los británicos, que ya habían tratado con Tarzi antes, intentaron reducir su posición. Después de cuatro meses, las conversaciones fracasaron debido a la Línea Durand.
Sir Henry Dobbs dirigió la delegación británica a Kabul en enero de 1921 y Mahmud Tarzi encabezó el grupo afgano. Después de 11 meses de discusiones, los británicos y los afganos firmaron un tratado de paz que normalizaba sus relaciones. Aunque Afganistán fue el ganador de la conferencia, ya que los británicos aceptaron la independencia de Afganistán, la diplomacia de Tarzi se demostró cuando los británicos enviaron un mensaje a Tarzi después, expresando su buena voluntad hacia todas las tribus.